# Distrito de Quilahuani
El distrito peruano de Quilahuani, Kilawani distritu, es uno de los 6 distritos de la provincia de Candarave, ubicada en el Departamento de Tacna, Perú.
Desde el punto de vista jerárquico de la Iglesia católica forma parte de la diócesis de Tacna y Moquegua la cual, a su vez, pertenece a la arquidiócesis de Arequipa.

## Demografía
Cuenta con una población total de 1,094 habitantes. ARICOTA es uno de sus centros poblados

## Recursos
Quilahuani es un centro ganadero agrícola. Cuenta con paisajes y atractivos turísticos como son las aguas termales de Marjani y la laguna de Aricota.

## Ubicación geográfica
El distrito se encuentra a 3 315 m s. n. m. y ubicado a 70 12'15" de longitud Oeste, 17 15'30" altitud Sur.

## Historia
Los primeros pobladores descienden de los protocollahua, aymaras y de la cultura Tiahuanaco. El conquistador español Pedro Pizarro logra someter estos territorios en el año 1536.
Por Ley de 15 de febrero de 1874, el distrito de Quilahuani pasa a integrar la provincia de Tarata.
El 18 de agosto de 1988 se crea la provincia de Candarave en el Departamento de Tacna.

## Autoridades

### Municipales
- 2015 - 2018[4]
  - Alcalde: Leoncio Quispe, del Movimiento Independiente Regional Fuerza Tacna.
  - Regidores:

  1. Gilmer Salamanca Copa (Movimiento Independiente Regional Fuerza Tacna)
  2. Claudio Julián Quenta Mamani (Movimiento Independiente Regional Fuerza Tacna)
  3. Nely Ysalia Cahuana Quevedo (Movimiento Independiente Regional Fuerza Tacna)
  4. Donady Roque Choque (Movimiento Independiente Regional Fuerza Tacna)
  5. Victoriano Mamani Ramos (Movimiento Cívico Peruano)